# توني ألفا
توني ألفا (بالإنجليزية: Tony Alva)‏ هو عازف قيثارة أمريكي، ولد في 2 سبتمبر 1957 في سانتا مونيكا في الولايات المتحدة.

## وصلات خارجية
- الموقع الرسمي
- توني ألفا على موقع IMDb (الإنجليزية)
- توني ألفا على موقع ميوزك برينز (الإنجليزية)
- توني ألفا على موقع ديسكوغز (الإنجليزية)
- توني ألفا على موقع قاعدة بيانات الفيلم (الإنجليزية)